# ۱۳۰۵ (خورشیدی)
۱۳۰۵ هزار و سیصد و پنجمین سال هجری خورشیدی سالی عادی است.

## رویدادها
- نشریه نسوان شرق نشریه‌ای برای زنان بود که از سال ۱۳۰۵ خورشیدی در بندر انزلی توسط مرضیه ضرابی انتشار یافت.[۱][۲]
- ۴ اردیبهشت - تاجگذاری رضاشاه پهلوی در تهران و تأسیس سلسلهٔ پهلوی در ایران

## زادروزها
- ۱ فروردین - ژازه تباتبایی، نقاش، مجسمه‌ساز، شاعر و نمایش‌نامه‌نویس
- ۱ فروردین - محمد صادقی تهرانی، مرجع تقلید شیعه و مفسر قرآن، (درگذشت ۱۳۹۰)
- ۱ فروردین - محمد شیرخدایی، نوازنده و ترانه‌سرا (درگذشت ۱۳۷۹)
- ۱ فروردین - محمد هژبر ابراهیمی، مجسمه‌ساز (درگذشت ۱۴۰۲)
- ۹ فروردین - نعمت‌الله گرجی، بازیگر (درگذشت ۱۳۷۹)
- ۲۷ فروردین - مهرمنیر جهانبانی، طراح پارچه و لباس (درگذشت ۱۳۹۷)
- ۴ اردیبهشت - علی تهرانی، معروف به «شیخ علی تهرانی»، فعال سیاسی (درگذشت ۱۴۰۱)
- اردیبهشت - عبدالمحمد آیتی، نویسنده (درگذشت ۱۳۹۲)
- ۲۳ اردیبهشت - باقر مؤمنی، مورخ (درگذشت ۱۴۰۲)
- ۲۱ خرداد - یدالله امینی، شاعر (درگذشت ۱۴۰۱)
- خرداد - ابراهیم یونسی، نویسنده و مترجم کُرد (درگذشت ۱۳۹۰)
- ۴ تیر - غلامحسین شکوهی، پدر علم تعلیم و تربیت ایران (درگذشت ۱۳۹۵)
- ۲۲ تیر - میرزا علی احمدی میانجی، فقیه (درگذشت ۱۳۷۹)
- ۱ مرداد - صادق خلخالی، روحانی شیعه و حاکم شرع دادگاه‌های انقلاب (درگذشت ۱۳۸۲)
- ۱۲ مرداد - سید محمدحسین حسینی طهرانی، حکیم و فقیه ایرانی (درگذشت ۱۳۷۴)
- ۲۸ مرداد - ابوالحسن ضیاظریفی، پزشک جراح ایرانی و فعال سیاسی (درگذشت ۱۳۸۹)
- مرداد - محمد زهری، شاعر و کتابشناس ایرانی (درگذشت ۱۳۷۳)
- مرداد - علی اطهری کرمانی، شاعر کرمانی (درگذشت ۱۳۷۷)
- ۱۰ شهریور - منصوره حسینی، نقاش، پیکره‌ساز و منتقد هنری (درگذشت ۱۳۹۱)
- ۲۲ شهریور - احسان نراقی، جامعه‌شناس ایرانی (درگذشت ۱۳۹۱)
- ۳۰ شهریور - فریدون مشیری، شاعر (درگذشت ۱۳۷۹)
- شهریور - علی قهاری، مجسمه‌ساز (درگذشت ۱۳۷۸)
- ۱ مهر - مصطفی رحیمی، نویسنده و مترجم  (درگذشت ۱۳۸۱)
- ۱۰ مهر - عزیزالله خوشوقت، مجتهد (درگذشت ۱۳۹۱)
- ۲۲ مهر - رضا سیدحسینی، نویسنده و مترجم (درگذشت ۱۳۸۸)
- ۷ آبان - محمدجان شکوری بخارایی، ادیب و نویسنده تاجیک (درگذشت ۱۳۹۱)
- ۱۲ آبان - محمودرضا پهلوی، شاهزاده ایرانی و فرزند رضاشاه پهلوی (درگذشت ۱۳۷۹)
- ۲ آذر - پرویز شهریاری، ریاضی‌دان، مترجم و روزنامه‌نگار (درگذشت ۱۳۹۱)
- ۱۶ آذر - آذر اندامی، پزشک و باکتری‌شناس ایرانی (درگذشت ۱۳۶۳)
- ۱۹ آذر - جواد نوربخش، روان‌پزشک، نویسنده و پیر سلسلهٔ نعمت‌اللهی (درگذشت ۱۳۸۷)
- ۵ دی - علی جوان، فیزیکدان و مخترع (درگذشت ۱۳۹۵)
- ۱ بهمن - فریدون حافظی، نوازنده (درگذشت ۱۳۹۲)
- ۹ بهمن - هوشنگ استوار، آهنگساز (درگذشت ۱۳۹۴)
- ۱۵ بهمن - حبیب‌الله معلمی، شاعر (درگذشت ۱۳۹۲)
- ۱۷ بهمن - شهلا ریاحی، بازیگر (درگذشت ۱۳۹۸)
- ۳ اسفند - احمد جنتی، دبیر شورای نگهبان قانون اساسی جمهوری اسلامی ایران
- ۵ اسفند - ناصر مکارم شیرازی، از مراجع تقلید شیعه
- ۵ اسفند - سیاوش کسرایی، شاعر (درگذشت ۱۳۷۴)

### بدون تاریخ دقیق
- بولود قاراچورلو، شاعر (درگذشت ۱۳۵۸)
- اسماعیل پورسعید، سینماگر ایرانی (درگذشت ۱۳۶۳)
- موسی افشار، سینماگر ایرانی (درگذشت ۱۳۶۳)
- صابر آتشین، بازیگر (درگذشت ۱۳۶۶)
- حشمت‌الله طبیبی، مردم‌شناس و جامعه‌شناس ایرانی (درگذشت ۱۳۷۷)
- مصطفی رحیمی، نویسنده، مترجم و حقوقدان ایرانی (درگذشت ۱۳۸۱)
- ملیحه نصیری، بازیگر (درگذشت ۱۳۸۱)
- حبیب‌الله داوران، سیاستمدار (درگذشت ۱۳۸۲)
- محمد هادی مقدس نجفی فقیه، نویسنده و محدث (درگذشت ۱۳۸۲)
- میرزا جواد تبریزی، مرجع تقلید شیعه (درگذشت ۱۳۸۵)
- محمد مهروان، نگارگر و طراح تمبر ایران (درگذشت ۱۳۸۶)
- عباس مصدق، بازیگر (درگذشت ۱۳۶۳)
- حمید دلشکیب، بازیگر (درگذشت ۱۳۸۶)
- قاسم جبلی، خواننده (درگذشت ۱۳۹۱)
- عطا صفوی، پزشک جراح ایرانی و فعال سیاسی (درگذشت ۱۳۹۱)
- احمد ابراهیمی، استاد آواز ایرانی (درگذشت ۱۳۹۲)
- جلال‌الدین طاهری، روحانی شیعه و سیاستمدار ایرانی (درگذشت ۱۳۹۲)
- محمد قاسم اخویان، معمار ایرانی (درگذشت ۱۳۹۲)
- هوشنگ کاوه، فیلم‌ساز ایرانی (درگذشت ۱۳۹۲)
- اسکندر فیروز، طبیعت‌شناس و کارشناس محیط زیست اهل ایران (درگذشت ۱۳۹۸)
- سیروس ذکاء، مترجم و روزنامه‌نگار ایرانی (درگذشت ۱۴۰۰)
- گیتی فروهر، بازیگر ایرانی (درگذشت ۱۳۷۷)
- اکبر خواجوی، بازیگر ایرانی
- مورین، بازیگر ایرانی
- حسین مدنی، سینماگر ایرانی
- سید محمدصادق روحانی، مجتهد ایرانی (درگذشت ۱۴۰۱)
- احمد محسنی گرکانی، قاضی و مجتهد ایرانی
- احمد هوشنگ شریفی، سیاستمدار سابق ایرانی
- هوشنگ انصاری، سیاستمدار سابق ایرانی
- کریم‌پاشا بهادری، سیاستمدار سابق ایرانی
- محمدباقر انواری، سیاستمدار ایرانی (درگذشت ۱۳۹۱)
- فضل‌الله جلالی، سیاستمدار ایرانی

## درگذشت‌ها

### خرداد
- ۶ خرداد - ادیب نیشابوری، شاعر ایرانی (زاده ۱۲۴۳)

### تیر
- ۲ تیر - یوسف ارفعی، نظامی ایرانی (زاده ۱۲۷۰)

### شهریور
- ۲۷ شهریور - محمدولی خان تنکابنی، سیاستمدار و رئیس‌الوزرای دوره قاجار (زاده ۱۲۲۵)

### مهر
- ۲۱ مهر - شوریده شیرازی، شاعر ایرانی (زاده ۱۲۳۸)

### آذر
- ۲ آذر - درویش‌خان، استاد موسیقی ایرانی (زاده ۱۲۵۱)

### بدون تاریخ دقیق
- شمس‌العلما قریب گرکانی، فقیه و ادیب ایرانی (زاده ۱۲۲۲)